# Dorr
Dorr är en anläggning där avloppsvatten från gruvbrytning och malmanrikning renas. Dorr består av en stor cirkulär bassäng där en fasta delenen av slammet får sjunka till botten där det skrapas samman och pumpas till upplag med en mindre mängd vatten. Det renade vattnet återgår till gruva och anrikningsverk som processvatten.